# رابرت گوئرین
رابرت گوئرین (به فرانسوی: Robert Guérin) (زادهٔ ۲۸ ژوئن ۱۸۷۶ در فرانسه – درگذشتهٔ ۱۹ مارس ۱۹۵۲) شخصیت ورزشی جهانی بود. او از ۱۹۰۴ تا ۱۹۰۶ رئیس فیفا بود.
او روزنامه‌نگار روزنامه لی مارتین شهر پاریس بود. این کارشناس ورزشی فرانسه در میان هفت تنی بود که پیش‌نویس بنیادگذاری فیفا را به امضا رساندند. گوئرین هنگام ریاست بر فیفا تنها ۲۸ سال داشت و در طول دو سال ریاست خود بر سازماندهی رقابت‌های لیگ سراسری فوتبال انگلیس و بنیاد نهادن اتحادیه فوتبال این کشور تأثیر بسزایی داشت.